# アオヒエスゲ
アオヒエスゲ Carex subdita Ohwi 1930. はカヤツリグサ科スゲ属の植物の1つ。小型のもので細長い花茎に尖った大きな果胞を少数含む小穂をつける。

## 特徴
小柄な多年生の草本。普通は匍匐枝を出さずにまとまって生えるが、希に匍匐枝を伸ばす例がある。葉は幅が2～4mm。葉の色は濃緑色。基部の鞘は淡い色合いをしている。
花期は4～5月。花茎は長さが10～40cmで、花序は頂生の雄小穂と側生の1~2個の雌小穂からなる。小穂は互いに離れて着く。小穂の基部の苞は葉身部は針状で鞘がある。頂生の雄小穂は緑白色で長さは5～15mm。雄小穂は線柱形で柄がある。側生の雌小穂は長さ5～10mm。楕円形で柄がある。また少数の果胞のみを含む。果胞は長さ5～6mmで、多数の細かな脈があって毛があり、先端は長い嘴となって尖り、口には鋭い2つの歯状突起がある。果実は長さ2～3mmで稜の中央付近が浅く凹むが、凹まないものもある。果実の先端にある付属体は直立した嘴状をしている。
別名にナンカイスゲがある。

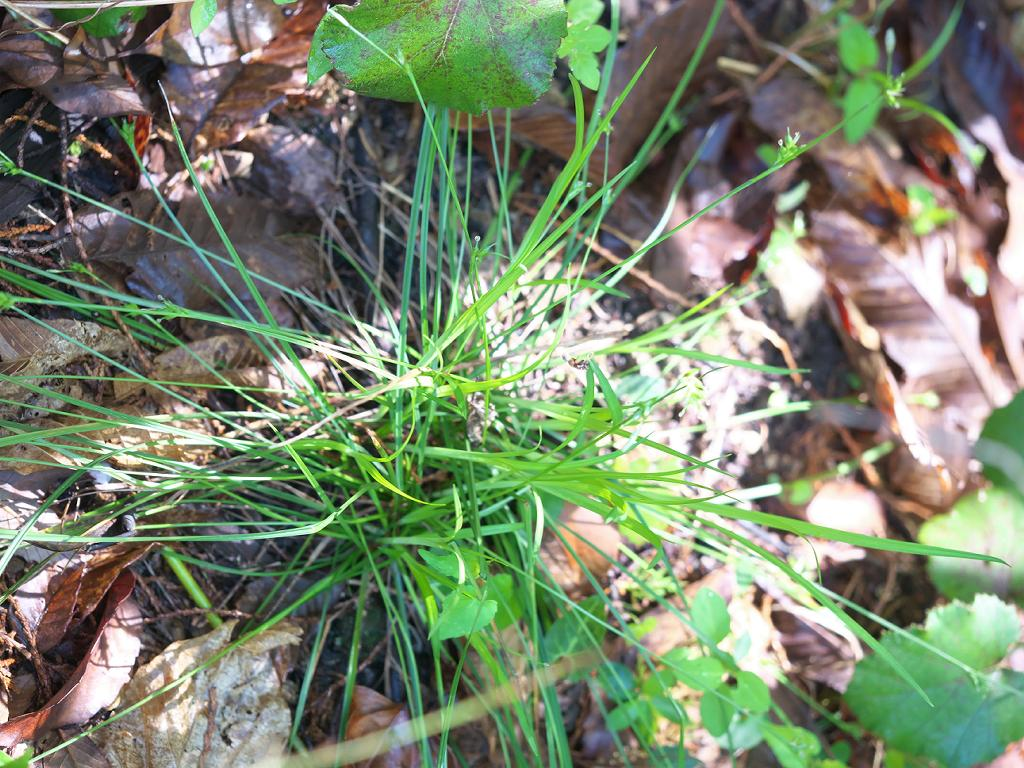
株の様子
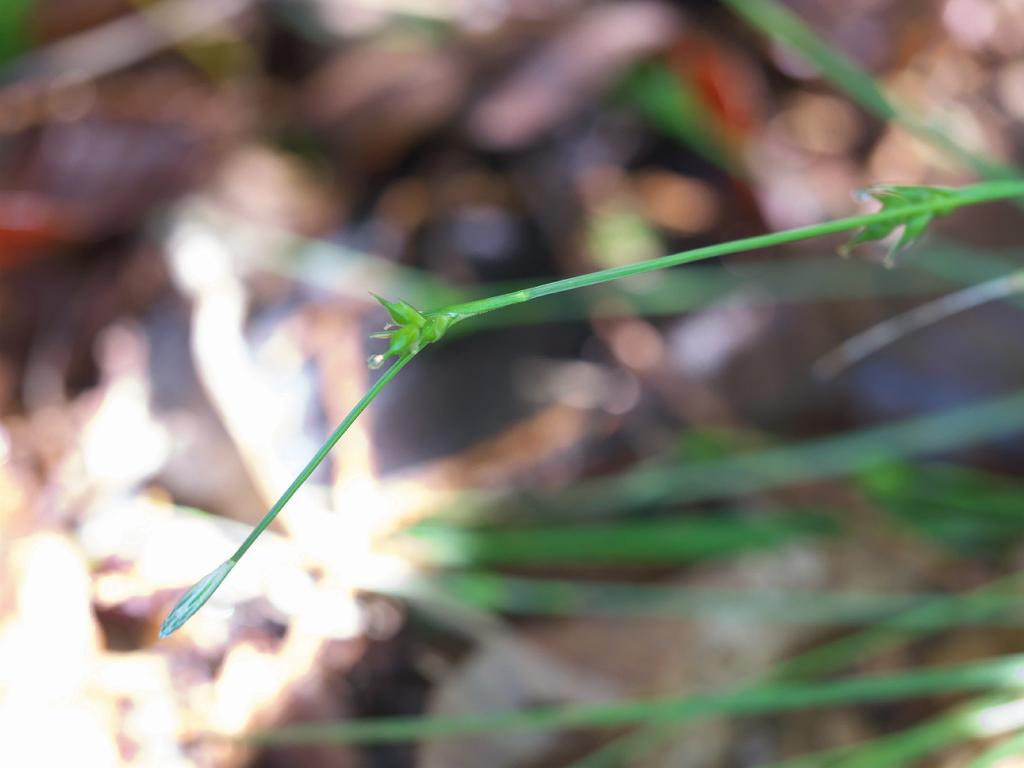
花序の先端の部分

## 分布と生育環境
日本の固有種であり、本州の関東地方以西から四国に分布がある。
シイ・カシ帯の樹林内から林縁に生育する。

## 分類、類似種など
本種は頂小穂が雄性、側小穂が雌性、苞に鞘があり、果胞は大型で先端が長い嘴となること、果実の稜に凹みがあり、先端に直立する嘴状の付属体があること、柱頭が三つに割れることなどから勝山(2015)はヒエスゲ節 Sect. Rhomboidales に含めている。この節には日本に13種が知られており、この内で本種のように雌小穂の果胞の数が少数で果胞にはっきりした脈があり、また果胞の口部が鋭い2歯となっているものに本種及びヒロバスゲ C. insaniae、アオバスゲ C. papillaticulmis がある。この3種は同一種の変種とされてきたもので、今でもYList や牧野原著(2017)では本種を C. insaniae var. subdita としており、ヒロバスゲを基準変種としてこの3種を同種として扱っている。本種とこれら2種との区別についてはまず葉幅がヒロバスゲは8～15mm、アオバスゲは4～8mmに対して本種では2～4mmと狭いこと、雄小穂の鱗片が他の2種では部分的に赤褐色を帯びるのに対して本種ではそのような着色がないことがあげられる。ただしアオバスゲとの区別は困難な場合があり、勝山(2015)では「果胞や果実の形質はアオバスゲとほとんど変わらず」と記している。星野他(2011)ではこの2種には中間的な個体もあって「形態の変異は連続していると考えられ」るとしている。牧野原著(2017)では本種を「ヒロバスゲの表日本型」とのべ、本種の葉質がやや硬く葉幅が広くなったものがアオバスゲである、としている。
シロジュズスゲも本種によく似たもので、違いとしては果実にくびれがなく、先端の付属体が円盤状になっていることが挙げられる。これは本州の関東地方からのみ知られるもので、星野他(2011)ではこれを本種の変種 C. subdita var. kiyozumiensis としている。ただしこの種に言及する出典は少なく、勝山(2015)もこれに触れていない。

## 保護の状況
環境省のレッドデータブックでは指定がなく、府県別では愛媛県と鹿児島県で絶滅危惧I類、愛知県と岡山県で絶滅危惧II類の指定があるのみで、また京都府では絶滅したとされている。愛媛県では分布が局在しており、個体数も少ない上に里山に産するものなので森林管理放棄などによる生育環境の変化による影響が危惧されている。